# イアン・マッケラン
サー・イアン・マーレイ・マッケラン（Sir Ian Murray McKellen, CH KBE, 1939年5月25日 - ）は、イングランド出身の俳優である。1988年にゲイであることを公表し、LGBTの権利擁護キャンペーンを行っている。
舞台と映画の両方で活動し、シェイクスピア演劇や現代劇、SF、ファンタジーなど幅広いジャンルに出演している。BBCは「マッケランの演技力は英国の舞台と映画の双方での居場所を彼に保証している」と評している。英国のあらゆる演劇賞を受賞したマッケランは、英国における文化的な象徴と見なされている。

## 来歴

### 生い立ち

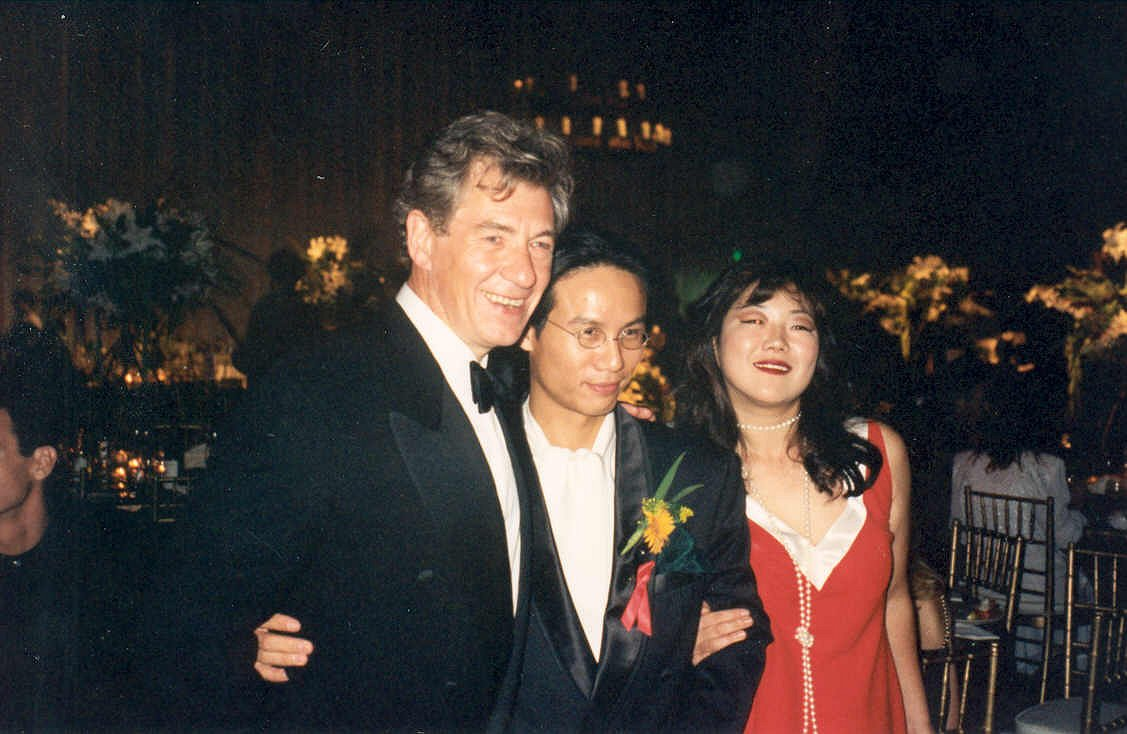
エミー賞授賞式に出席したマッケランとマーガレット・チョー（1994年）

1939年にランカシャー・バーンリーの土木技師デニス・マーレイ・マッケランの第2子として生まれる。マッケラン家はアイルランドの出身で、祖父は説教者であり、曽祖父ジェームズ・マッケランもアントリム県の牧師だった。
1939年9月、第二次世界大戦直前にウィガンに移住する。マッケランは12歳まで同地で暮らし、父の昇進に伴いボルトンに移住する。戦争の経験はマッケランに深い影響を与え、後年「平和になってようやく戦争が非日常であることを認識した」と語っている。また、アメリカ同時多発テロ事件が発生した直後の取材で、マッケランが落ち着いた様子だったことを記者が指摘した際には「あなたは忘れていますよ、私が4歳まで鉄板の下で眠っていたことをね」と答えている。12歳の時に母と死別し、24歳の時には父とも死別した。
マッケランはボルトン・スクールに入学し、ボルトン・リトル・シアターで演劇キャリアをスタートし、ボルトン・リトル・シアターは現在もマッケランのパトロンになっている。マッケランの両親は早い時期から息子に演劇を勧め、彼が3歳の時にマンチェスター・オペラハウスのピーター・パンの演劇を見せに行っている。9歳のクリスマスの時には、ポロック玩具博物館の木製の折り畳み式のヴィクトリア劇場、シンデレラとローレンス・オリヴィエのハムレットの切り絵をプレゼントされた。
1958年に奨学金を得てケンブリッジ大学セント・キャサリン・カレッジに進学し、英文学を専攻した。在学中はマーロー協会のメンバーとして3年間で23の演劇に出演した。

### 俳優
ケンブリッジ大学卒業後の1961年に『A Man for All Seasons』のローパー役として出演し、ベルグレード劇場でプロとして舞台デビューし、同時期にアルゴ・レコードのシェイクスピア・シリーズに参加している。地域のレパートリー・シアターで4年間活動した後、ウェスト・エンド・シアターでの出演を果たした。1965年にはローレンス・オリヴィエが活動拠点としていたオールド・ヴィック・シアターに出演し、1969年にはエディンバラ・フェスティバルでシェイクスピアの『リチャード二世』、クリストファー・マーロウの『エドワード二世』に出演し、特に『エドワード二世』では同性愛者であるエドワード2世の惨殺に抗議するパフォーマンスを行い話題を集めた。1970年代から1980年代にかけて、マッケランは名優としての地位を確立した。この時期にはロイヤル・シェイクスピア・カンパニーやロイヤル・ナショナル・シアターで頻繁に出演し、数多くの賞を受賞した。1990年にはナイトに叙勲され、サーの称号を得ている。
舞台だけではなく映画にも活躍の場を拡げ、1981年に『Priest of Love』のデーヴィッド・ハーバート・ローレンス役で初主演を果たした。1990年代に入るとハリウッド映画にも出演して世界的な認知度を上げ、1993年の『私に近い6人の他人』では演技力の高さを絶賛された。同年に出演した『運命の瞬間/そしてエイズは蔓延した』では、CableACE Awardの助演男優賞を受賞している。1995年には『リチャード三世』でリチャード3世役として主演した。元々は演出家のリチャード・エアーが手掛けてロイヤル・ナショナル・シアターで上演された作品で、同作で主演を務めたマッケランが脚本・主演として映画化したものだった。マッケランは同作の成功により、第53回ゴールデングローブ賞のドラマ部門主演男優賞、英国アカデミー賞の主演男優賞・脚色賞にノミネートされ、ヨーロッパ映画賞の主演男優賞を受賞した。
2000年代に入ると『X-メン』にマグニートー役で出演し、以降2014年の『X-MEN:フューチャー&パスト』までシリーズに出演している。2001年には『ロード・オブ・ザ・リング』で魔法使いガンダルフ役を演じてアカデミー助演男優賞にノミネートされ、ロード・オブ・ザ・リングシリーズ・ホビットシリーズに出演している。2006年に『エキストラ:スターに近づけ!』でゲイの演出家を演じ、プライムタイム・エミー賞のコメディ部門助演男優賞を受賞した。また、同年『ダ・ヴィンチ・コード』でリー・ティービング役を演じるが、同作はイエス・キリストの描写を巡り論争を呼んだ。マッケランは取材で同作について「私は聖書の前に手を置き、"これはフィクションです"と唱える必要があると考えました。この映画は事実ではなく、愉快な映画です。観客は事実と虚構を分けて考え、それを話し合うのに十分な賢明さを持ち合わせています」と述べている。2012年のロンドンパラリンピックでは、『テンペスト』のプロスペロ役として開会式に参加した。
2024年7月、上演中の舞台で転落事故を起こし、降板することになった。

## LGBT擁護運動

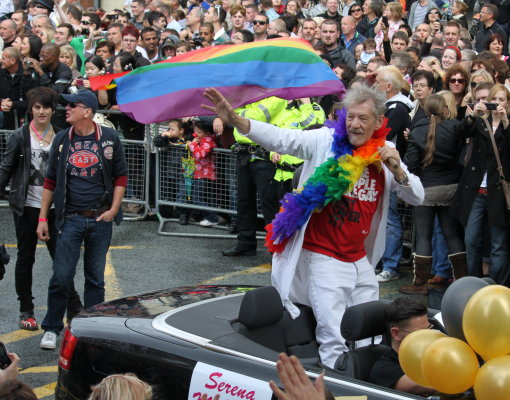
LGBTのパレードに参加するマッケラン（2010年）

マッケランは舞台俳優として活動を始めた頃から、同業者の間ではゲイとして知られていたが、一般に周知されるようになったのは1988年にBBCラジオで公表してからである。俳優の道に進んだ理由も「ゲイが多い業界であったから」というものである。1994年にはゲイゲームズの閉会式で舞台に立ち、「私はサー・イアン・マッケランです。しかし、皆さんは私をセレナと呼ぶことができます」とスピーチしている。「セレナ」は、同じく同性愛者のスティーヴン・フライからナイトを叙勲した際に与えられたニックネームである。
マッケランは各国のLGBT擁護運動に積極的に関与しており、ウェブサイトでは「私は今まで核兵器廃絶、無神論、死刑反対、エイズ撲滅といった問題に参加することを拒んでいました。それは、私が最も懸念する緊急の問題（世界中の同性愛者の権利・平等）に対処するための影響力が薄まることを危惧したからです」と述べている。また、LGBT権利運動を行うロビー団体「ストーンウォール」の共同設立者となっており、この団体の名称はストーンウォールの反乱に由来している。2006年にLGBT権利団体LGBT History Monthと設立者のスー・サンダースへの支援を表明し、2007年には若年者やホームレスの同性愛者を支援する団体Albert Kennedy Trustの設立を後援した。
同性愛をカミングアウトしたのは、1988年に議会で同性愛者の人権を制限する法案（28条）が持ち上がったためである。マッケランは法案に反対する運動に参加し、BBCラジオ3の討論番組でペレグリン・ワーストホーンとの討論中にゲイであると公表している。また、恋人と二人で法案に反対するデモ行進に参加した。しかし、法案はスコットランドでは2000年まで、イングランドとウェールズでは2003年まで適用されていた（北アイルランドでは適用されなかった）。2003年、マッケランは『Have I Got News for You』のパネルショーに出演中、同性愛反対派のマイケル・ハワードに28条について意見したが、ハワードは意見を変えることを拒んだ。これに対し、マッケランは「Fuck off、私はゲイだ!」と反論している。また、28条を立案したデヴィッド・ウィルシャーとジル・ナイトを「醜い姉弟」と罵倒している。

## 私生活

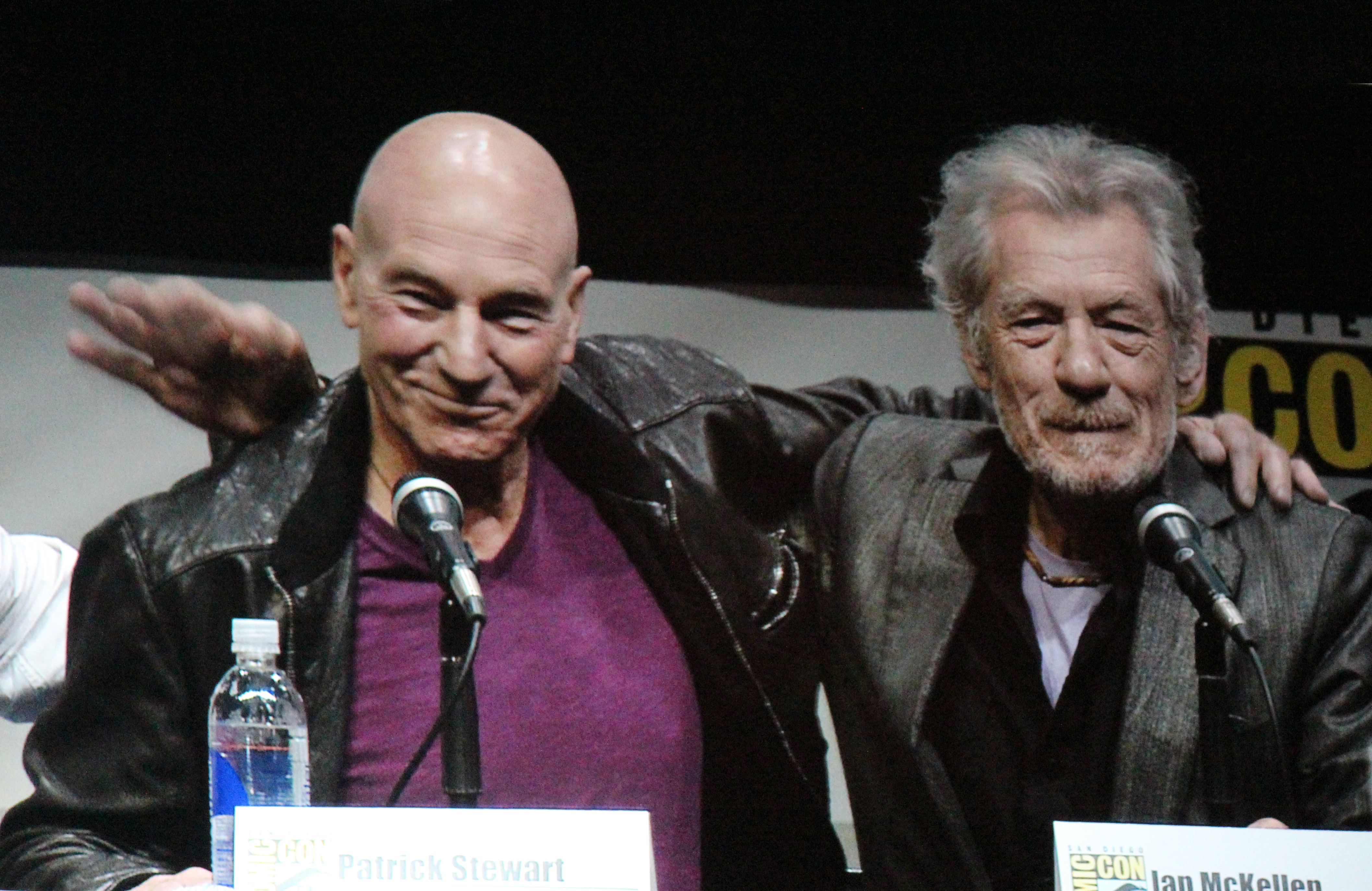
イアン・マッケランとパトリック・スチュワート（2013年）

1964年にボルトンの歴史教師ブライアン・テイラーと交際を始める。彼との関係は8年間続いたが、1972年に別れている。二人はロンドンに居住し、マッケランは俳優の道を追求した。1978年には第二のパートナーとなるショーン・マティアスとエディンバラ・フェスティバルで出会い交際を始めるが、1988年に別れている。マティアスはその後、2009年にマッケランが監督した『ゴドーを待ちながら』に出演している。
一家は厳格なキリスト教徒だったが、マッケラン自身は無神論者だった。1980年代以降は肉食を止め魚しか食べなくなった。2006年に前立腺癌と診断される。2012年にはブログで「警戒する必要はない。定期的に検査しているので、治療の必要はない」と述べている。
2013年に『X-MEN』シリーズで共演したパトリック・スチュワートと彼の恋人サニー・オゼルの結婚を祝福するため、宇宙生活教会の牧師となった。2014年6月18日にはケンブリッジ大学の名誉博士号を授与されている。

## 出演作品
| 公開年 | 邦題 原題                                                                       | 役名                                        | 備考                                            | 吹き替え                                                           |
| ------ | ------------------------------------------------------------------------------- | ------------------------------------------- | ----------------------------------------------- | ------------------------------------------------------------------ |
| 1969   | 愛のふれあい A Touch of Love                                                    | ジョージ・マシューズ                        |                                                 | （吹き替え版なし）                                                 |
| 1969   | アルフレッド大王 Alfred the Great                                               | ロジャー                                    |                                                 | （吹き替え版なし）                                                 |
| 1970   | ハムレット Hamlet                                                               | ハムレット                                  | テレビ映画                                      | （吹き替え版なし）                                                 |
| 1981   | Priest of Love                                                                  | デーヴィッド・ハーバート・ローレンス        |                                                 | N/A                                                                |
| 1983   | ザ・キープ The Keep                                                             | テオドール・クザ教授                        |                                                 | 内田稔                                                             |
| 1985   | プレンティ Plenty                                                               | アンドリュー・チャールソン                  |                                                 |                                                                    |
| 1989   | スキャンダル Scandal                                                            | ジョン・プロヒューモ                        |                                                 | TBA（旧テレビ東京版） 上田敏也（新テレビ東京版）                   |
| 1993   | ラスト・アクション・ヒーロー Last Action Hero                                   | デス（死神）                                |                                                 | 麦人（ソフト版） 加藤精三（フジテレビ版） 水野龍司（テレビ朝日版） |
| 1993   | 運命の瞬間/そしてエイズは蔓延した And the Band Played On                        | ビル・クラウス                              | テレビ映画                                      | TBA                                                                |
| 1993   | 私に近い6人の他人 Six Degrees of Separation                                     | ジェフリー・ミラー                          |                                                 | （吹き替え版なし）                                                 |
| 1994   | シャドー The Shadow                                                             | ラインハルト・レイン                        |                                                 | 大木民夫（ソフト・テレビ朝日版）                                   |
| 1994   | ハリウッド・トラブル I'll Do Anything                                           | ジョン・アール・マカルパイン                |                                                 | （吹き替え版なし）                                                 |
| 1995   | 赤ちゃんにバンザイ!? Jack & Sarah                                               | ウィリアム                                  |                                                 | （吹き替え版なし）                                                 |
| 1995   | リチャード三世 Richard III                                                      | リチャード三世                              | 兼脚本 ヨーロッパ映画賞男優賞 受賞              | 宝亀克寿                                                           |
| 1995   | 恋の闇 愛の光 Restoration                                                       | ウィル・ゲイツ                              |                                                 | 丸山詠二                                                           |
| 1995   | シン・アイス〜情熱のピンクの氷 Thin Ice                                         | 本人                                        |                                                 | （吹き替え版なし）                                                 |
| 1996   | ラスプーチン Rasputin                                                           | ニコライ2世                                 | テレビ映画                                      | 秋間登                                                             |
| 1997   | ベント/堕ちた饗宴 Bent                                                          | フレディ                                    |                                                 | （吹き替え版なし）                                                 |
| 1997   | 輝きの海 Swept from the Sea                                                     | ジェームズ・ケネディ                        |                                                 | （吹き替え版なし）                                                 |
| 1998   | ゴッド・アンド・モンスター Gods and Monsters                                    | ジェームズ・ホエール                        | インディペンデント・スピリット賞主演男優賞 受賞 | 大木民夫                                                           |
| 1998   | ゴールデンボーイ Apt Pupil                                                      | クルト・ドゥサンダー                        |                                                 | 田口計                                                             |
| 1999   | デビッド・コパーフィールド David Copperfield                                    | ジェームズ・ホエール                        | テレビ映画                                      | （吹き替え版なし）                                                 |
| 2000   | X-メン X-Men                                                                    | エリック・レーンシャー / マグニートー       |                                                 | 阪脩（ソフト版） 家弓家正（テレビ朝日版）                          |
| 2001   | ロード・オブ・ザ・リング The Lord of the Rings: The Fellowship of the Ring      | ガンダルフ                                  |                                                 | 有川博                                                             |
| 2002   | ロード・オブ・ザ・リング/二つの塔 The Lord of the Rings: The Two Towers         | ガンダルフ                                  |                                                 | 有川博                                                             |
| 2003   | ロード・オブ・ザ・リング/王の帰還 The Lord of the Rings: The Return of the King | ガンダルフ                                  |                                                 | 有川博                                                             |
| 2003   | X-MEN2 X2                                                                       | エリック・レーンシャー / マグニートー       |                                                 | 有川博（ソフト版） 家弓家正（テレビ朝日版）                        |
| 2005   | アサイラム/閉鎖病棟 Asylum                                                      | ピーター・クリーヴ博士                      | 日本劇場未公開                                  | （吹き替え版なし）                                                 |
| 2006   | ダ・ヴィンチ・コード The Da Vinci Code                                          | リー・ティービング                          |                                                 | 坂口芳貞（劇場公開版） 青野武（フジテレビ版）                      |
| 2006   | X-MEN:ファイナル ディシジョン X-Men: The Last Stand                             | エリック・レーンシャー / マグニートー       |                                                 | 有川博（ソフト版） 家弓家正（テレビ朝日版）                        |
| 2006   | マウス・タウン ロディとリタの大冒険 Flushed Away                                | ザ・ヒキガエル                              | アニメ映画、声の出演                            | 有川博                                                             |
| 2007   | スターダスト Stardust                                                           | ナレーター                                  | 声の出演                                        | 稲垣隆史                                                           |
| 2007   | ライラの冒険 黄金の羅針盤 His Dark Materials: The Golden Compass                | イオレク・バーニソン                        | 声の出演                                        | 緒形拳（劇場公開版） 大塚明夫（テレビ朝日版）                      |
| 2009   | プリズナーNo.6 The Prisoner                                                     | No.2                                        | テレビ・ミニシリーズ                            | （吹き替え版なし）                                                 |
| 2012   | ホビット 思いがけない冒険 The Hobbit: An Unexpected Journey                     | ガンダルフ                                  |                                                 | 羽佐間道夫                                                         |
| 2013   | ウルヴァリン:SAMURAI The Wolverine                                              | エリック・レーンシャー / マグニートー       | カメオ出演                                      | 家弓家正                                                           |
| 2013   | ホビット 竜に奪われた王国 The Hobbit: The Desolation of Smaug                   | ガンダルフ                                  |                                                 | 羽佐間道夫                                                         |
| 2014   | X-MEN:フューチャー&パスト X-Men: Days of Future Past                            | 未来のエリック・レーンシャー / マグニートー |                                                 | 家弓家正 長克巳（追加録音）                                        |
| 2014   | ホビット 決戦のゆくえ The Hobbit: The Battle of the Five Armies                 | ガンダルフ                                  |                                                 | 羽佐間道夫                                                         |
| 2015   | Mr.ホームズ 名探偵最後の事件 Mr. Holmes                                         | シャーロック・ホームズ                      |                                                 | 坂部文昭                                                           |
| 2017   | 美女と野獣 Beauty and the Beast                                                 | コグスワース                                |                                                 | 小倉久寛                                                           |
| 2018   | シェイクスピアの庭 All Is True                                                  | サウサンプトン伯爵                          |                                                 | 羽佐間道夫                                                         |
| 2019   | グッドライアー 偽りのゲーム The Good Liar                                       | ロイ・コートネイ                            |                                                 | 真田五郎                                                           |
| 2019   | キャッツ Cats                                                                   | 劇場猫ガス                                  |                                                 | 宝田明                                                             |
| 2021   | Infinitum: Subject Unknown                                                      | Dr. Charles Marland-White                   |                                                 | N/A                                                                |
| 2023   | ワン・ノート・マン The One Note Man                                             | 語り手                                      | 短編映画、声の出演                              | （吹き替え版なし）                                                 |
| 2023   | The Critic                                                                      | Jimmy Erskine                               |                                                 | N/A                                                                |
| 2024   | Dragfox                                                                         | Gingersnap the Fox                          | 短編映画、声の出演                              | N/A                                                                |
| 2025   | The Christophers                                                                | TBA                                         |                                                 |                                                                    |
| 2026   | アベンジャーズ/ドゥームズデイ Avengers: Doomsday                                | マグニートー                                |                                                 |                                                                    |

### ミュージック・ビデオ
- ペット・ショップ・ボーイズ「ハート」 (1988)
- ジョージ・エズラ「Listen to the Man」 (2014)